# Konteradmiral
Pour les articles homonymes, voir Contre-amiral.
Konteradmiral en français : « contre-amiral » est un grade militaire de langue allemande.
Vis-à-vis de la Marine nationale française, en général, il n'est cependant pas l'équivalent du grade de contre-amiral, mais en revanche il est l’équivalent du grade de vice-amiral.
Ce grade a aussi été utilisé dans la Marine austro-hongroise.

### Marine austro-hongroise

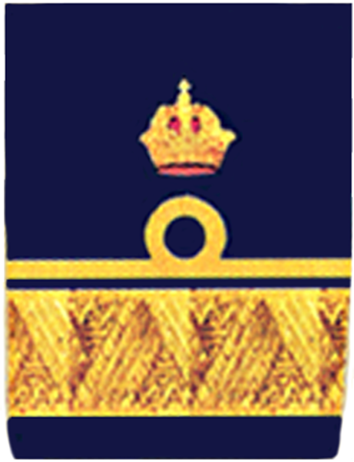
Insigne dans la Marine austro-hongroise.